# St. Peter (Minesota)
St. Peter es una ciudad ubicada en el condado de Nicollet en el estado estadounidense de Minnesota. En el Censo de 2010 tenía una población de 11196 habitantes y una densidad poblacional de 749,84 personas por km².

## Geografía
St. Peter se encuentra ubicada en las coordenadas 44°19′43″N 93°57′53″O / 44.32861, -93.96472. Según la Oficina del Censo de los Estados Unidos, St. Peter tiene una superficie total de 14.93 km², de la cual 14.48 km² corresponden a tierra firme y (3.04%) 0.45 km² es agua.

## Demografía
Según el censo de 2010, había 11196 personas residiendo en St. Peter. La densidad de población era de 749,84 hab./km². De los 11196 habitantes, St. Peter estaba compuesto por el 90.13% blancos, el 3.3% eran afroamericanos, el 0.57% eran amerindios, el 1.61% eran asiáticos, el 0% eran isleños del Pacífico, el 2.35% eran de otras razas y el 2.05% pertenecían a dos o más razas. Del total de la población el 6.41% eran hispanos o latinos de cualquier raza.

## Ciudades hermanas
- Petatlán, Guerrero, México[7][8]